# Trnávka (Trnava)
Trnávka (in ungherese Csallóköztárnok) è un comune della Slovacchia facente parte del distretto di Dunajská Streda, nella regione di Trnava.